# La Vall de Bianya
La Vall de Bianya település Spanyolországban, Girona tartományban. La Vall de Bianya Camprodon, Montagut i Oix, Sant Joan les Fonts, Olot, Riudaura, Sant Joan de les Abadesses és Sant Pau de Segúries községekkel határos. Lakosainak száma 1350 fő (2024).

## Népesség
A település népessége az elmúlt években az alábbi módon változott:
| Lakosok száma | 826  | 2180 | 2192 | 1615 | 1052 | 1214 | 1321 | 1305 | 1264 | 1350 |
|               | 1717 | 1887 | 1936 | 1960 | 1986 | 2004 | 2009 | 2014 | 2019 | 2024 |